# J. White Did It
Anthony Jermaine White (Dallas, 17 de dezembro de 1984), mais conhecido como J. White Did It, é um produtor musical, compositor e DJ norte-americano.